# مقاومة القشرانيات السكرية المعممة
مقاومة القشرانيات السكرية المعممة أو متلازمة كروسوس اضطراب وراثي نادر ينتشر في العائلات أو تكون حالاته فردية. يتميز بقلة حساسية الأنسجة المستهدفة الجزئية أو المعممة للقشرانيات السكرية.
يشمل الطيف السريري حالات شديدة قد تكون مميتة بسبب نقص السكر في الدم أو القلاء أو نقص بوتاسيوم الدم الشديد، بالإضافة إلى حالات بلا أية أعراض. أكثر أعراض المرض حدوثًا التعب.
يشير ارتفاع قيمة الكورتيزول الحر في البول خلال 24 ساعة في غياب العلامات السريرية لفرط الكورتيزول وارتفاع تركيز الكورتيزول في الدم إلى وجود مقاومة القشرانيات السكرية المعممة.
الهدف من علاج مقاومة القشرانيات السكرية المعممة تقليل إفراز الهرمون الموجه لقشر الكظرية الزائد، الذي يقلل من إنتاج المزيد من الستيروئيدات الكظرية ذات الخصائص الأندروجينية والقشرانية المعدنية. تُستخدم جرعات عالية من القشرانيات السكرية الصنعية التي ليس لها تأثير قشراني معدني، مثل ديكساميثازون، في خطة العلاج.

## العلامات والأعراض
يظهر لدى المصابين بمقاومة القشرانيات السكرية المعممة فرط في قيم الكورتيزول الحيوي في غياب أعراض متلازمة كوشينغ. يتفاوت النمط الظاهري السريري للحالة من حالات بلا أعراض إلى مشكلات خطيرة تنتج عن زيادة القشرانيات المعدنية في الجسم مثل قلاء نقص بوتاسيوم الدم وارتفاع ضغط الدم، وتأثيرات ناتجة من زيادة الأندروجين، مثل قلة النطاف عند الذكور، وشذوذات الدورة الشهرية ونقص الخصوبة وانقطاع الطمث عند الإناث. يمكن أن يحدث أيضًا البلوغ المبكر والصلع الذكوري وحب الشباب والشعرانية والأعضاء التناسلية المبهمة عند الولادة.
أُبلغ عن عوز القشرانيات السكرية في الحالات التالية: طفلة عمرها عامان عانت من نقص سكر الدم وارتفاع ضغط الدم الشديد و«التعب» عند تناول الطعام ونقص هرمون النمو واختلاجات معممة، وأُبلغ عن التعب المزمن لدى مرضى بالغين، ونقص سكر الدم ونقص بوتاسيوم الدم وارتفاع الضغط الشرياني لدى مولود.

## الأسباب
تسبب عيوب جينية جديدة (طفرات نقطية أو حذف أو غرز) في جين مستقبل القشرانيات السكرية حالات متفرقة من متلازمة كروسوس، أو يكون المرض موروثًا في العائلات وراثةً جسمية متنحية أو سائدة. تسبب العيوب في مستقبلات القشرانيات السكرية البشرية في الوطاء والغدة النخامية حدوث خلل في التلقيم الراجع السلبي للقشرانيات السكرية لدى المرضى، ما يؤدي إلى فرط إفراز الهرمون الموجه لقشر الكظرية، وفرط الهرمون المطلق للموجهة القشرية، وفرط الفازوبريسين.

## الآلية
تُنتج الهرمونات الستيروئيدية التي تسمى القشرانيات السكرية  في المنطقة الحزمية من قشر الغدة الكظرية وعدد من الأعضاء الأخرى خارج الغدة الكظرية، مثل الجلد والغدة الزعترية والأمعاء. تعتبر هذه الجزيئات المحبة للدهون ضرورية للحفاظ على الاستتباب خلال الراحة والخطر وتُفرز وتُلقى في الدم استجابةً للشدة الجسدية والنفسية ووفقًا للنظم اليوماوي وفوق اليومي.

## التشخيص
يشير ارتفاع قيمة الكورتيزول الحر في البول خلال 24 ساعة في غياب العلامات السريرية لفرط الكورتيزول وارتفاع تركيز الكورتيزول في الدم إلى وجود مقاومة القشرانيات السكرية المعممة. يكون تركيز الهرمون الموجه لقشر الكظرية في البلازما متراوحًا بين الحد الأدنى والأعلى.
عند تشخيص مقاومة القشرانيات السكرية المعممة، يجب نفي حالات أخرى تؤدي إلى فرط الأندروجين أو التذكير (مظاهر الذكورة)، مثل فرط تنسج الكظرية الخلقي، ومتلازمة المبيض متعدد الكيسات، والشعرانية مجهولة السبب؛ وفرط الألدوستيرونية، وارتفاع ضغط الدم الأساسي، واضطرابات ارتفاع ضغط الدم الإضافية الناجمة عن القشرانيات المعدنية؛ وحالات فيزيولوجية مثل الحمل النموذجي والعلاج بالإستروجين الذي يرتبط بزيادة تركيز الغلوبولين الرابط للقشرانيات في الدم؛ وحالات مثل متلازمة فرط نشاط قشر الكظرية الكاذب، والاكتئاب السوداوي، والقلق العام؛ والأنماط الخفيفة من مرض كوشينغ، التي تكون مستويات الهرمون الموجه لقشر الكظر فيها مرتفعة مع فرط الكورتيزول.

## العلاج
الهدف من علاج مقاومة القشرانيات السكرية المعممة تقليل إفراز الهرمون الموجه لقشر الكظرية، ما يقلل إنتاج الستيروئيدات الكظرية ذات الخصائص الأندروجينية والقشرانية المعدنية. تُستخدم جرعات عالية من القشرانيات السكرية التي ليس لها تأثير قشراني معدني، مثل ديكساميثازون، لتنشيط مستقبل القشرانيات السكرية البشري المتحول أو الطافر وكبح الإفراز الزائد للهرمون الموجه لقشر الكظرية لدى المصابين.